# تحليل نفسي علائقي

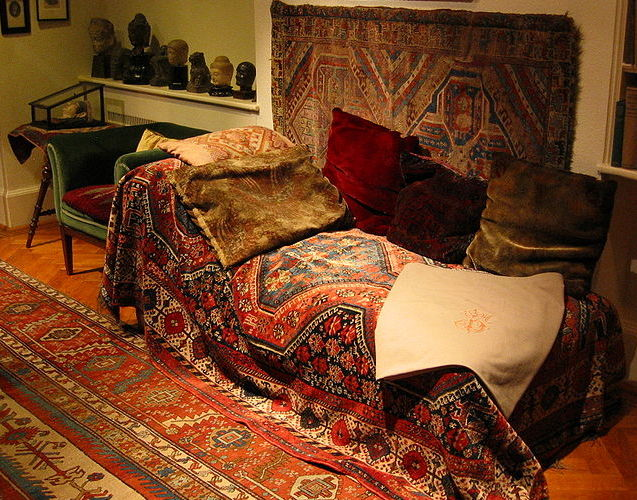

التحليل النفسي العلائقي (بالإنجليزية: Relational psychoanalysis)‏ هو مدرسة تحليل نفسي في الولايات المتحدة يؤكد دور العلاقات الواقعية والتخيلية مع الآخرين في الاضطرابات النفسية والعلاج النفسي. «التحليل النفسي العلائقي هو مدرسة حديثة ومتطورة نسبيًا عن فكرة التحليل النفسي اعتبرها مؤسسوها «تحول نموذج فكري» في التحليل النفسي».
بدأ التحليل النفسي العلائقي في ثمانينيات القرن العشرين كمحاولة لدمج تأكيد التحليل النفسي بين الأشخاص على الاستكشاف المفصل للتفاعلات بين الأشخاص مع أفكار نظرية العلاقة بالموضوع البريطانية عن الأهمية النفسية للعلاقات المتأصلة مع الآخرين. ناقش العلائقيون أن الشخصية ترتسم من العلاقات الأصل المتشكلة باكرًا مع الوالدين والشخصيات الأخرى. فلسفيًا، يكون التحليل النفسي العلائقي على ارتباط وثيق مع البناء الاجتماعية.

## الدوافع مقابل العلاقات
يكمن الاختلاف المهمّ بين النظرية العلائقية ومبدأ التحليل النفسي التقليدي في نظريتها عن الحافز، والتي «تعطي اهتمامًا أساسيًا للعلاقات الواقعية بين الأشخاص، بدلًا من الدوافع الفطرية».
تقترح النظرية الفرويدية -مع وجود بعض الاستثناءات- أن البشر يتحفزون عن طريق دوافع جنسية وعدائية. تكون هذه الدوافع متأصلة وفطرية بيولوجيًا. فهم في النهاية لا تكونهم التجربة.
ومن ناحية أخرى، ناقش العلائقيون أن الدافع الأساسي للنفس هو أن تكون في علاقات مع الآخرين. نتيجة لذلك تشكل العلاقات الباكرة -التي عادةً تكون مع مقدمي الرعاية الأوليين- توقعات الشخص حول الطريقة التي يتم فيها تلبية حاجات المرء. ونتيجةً لذلك، لا يمكن فصل الشهوات والحوافز عن السياقات العلائقية التي ينشأ بها الفرد: فنُظر حينها إلى الحافز بصفته يتحدد بالتفاعل النظامي للشخص وعالمه العلائقي. يميل الأفراد إلى إعادة إنشاء هذه العلاقات المتعلمة باكرًا في العلاقات مستمرة التي قد تكون متعلقةً قليلًا أو غير متعلقةٍ حتى مع هذه العلاقات الباكرة. يساعد إعادة إنشاء أنماط العلاقات في تلبية متطلبات الأفراد بطريقة توافق ما تعلموه في طفولتهم. تدعى عملية إعادة التكوين هذه بتمثيل.

## الأساليب
عند معالجة المرضى، يشدد المحللون النفسيون العلائقيون على خليط من الترقب والعفوية الطبيعية. يتفادى بعض المحللين النفسيين المتوجهين للعلائقية الـتأكيد الفرويدي التقليدي على التفسير والتداعي الحر، بدلًا من التأكيد على أهمية إنشاء علاقات حقيقة وحيوية مع المريض. وعلى أي حال، يعقد العديد من الأشخاص أملًا على أهمية مبدأ وينيكات «الاحتضان» ويكونون متحفظون في نهجم أكثر بكثير، مما يعطي عمومًا أهميةً للتفسيرات المصاغة جيدًا والمصنوعة حسب ما تبدو في الوقت المناسب. وعمومًا، يعتقد المحللون العلائقيون أن العلاج النفسي يكون أفضل عندما يركز المحلل على تشكيل علاقة علاجية مع المريض، بالإضافة إلى التركيز على تسهيل المعرفة. يعتقد المعالجون أن القيام بهذا، يحرر المرضى من الأنماط الرتيبة التي يعتقد الآخرون أنهم يحافظون على علم نفس الأمراض من خلالها. ومن الجدير بالملاحظة أن «التركيز على التحليل النفسي العلائقي يضع التركيبات المشتركة للمعنى في العلاقة التحليلية».

## مؤلفون
وُصف ستيفن إيه ميتشل بـ«أكثر محلل نفسي مؤثر». يُعتبر كتابه الذي كتبه بالتعاون مع جاي غرينبيرغ في عام 1983 وسماه غرض العلاقات في نظرية التحليل النفسي أول عمل كبير في التحليل النفسي العلائقي. غالبًا ما يُقتبس من الأعمال السابقة، خاصةً ما كُتب من قبل سابينا سبيليراين بين العقد الأول والثالث من القرن العشرين، وبالتحديد أدرين هاريس وغيرها ممن ربطوا النسوية مع هذا المجال، ولكن كجزء من تقليد فرويد/جونغ/سبيلراين السابق.
ومن مؤلفي العلائقية الآخرين المهمين، لويس آرون، وهيغو بليشمر، وفيليب برومبيرغ، ونانسي تشودرو، وسوزان كوتس، ويبيكا كلومان كيورتس، وجودي دافيس، وإيمانويل غينت، أدرين هاريس، وإيروين هيرش، وإيروين زيد هوفمان، وكارين مارودا، وستيوارت بيزر، وأوين رينك، ورامون رييرا، ودانيل شيشتر، وجويس سلاشر، ومارثا ستارك، وروث شتاين، ودونيل شتيرن، وروبرت ستولورو، وجيريمي دي سافران، وجيسيكا بنجامين؛ تسعى الأخيرة إلى «هدف إنشاء تحليل نفسي علائقي مستنيرًا نسويًا وفلسفيًا». يعد فيليب كوشمان مؤرخًا ومشاركًا فيلسوفيًا مهمًا.

## انتقادات
أبدى المحلل النفسي والفيلسوف جون ميلز عددًا من الانتقادات المهمة لحركة العلائقية. يعتقد ميلز أن سبب «تحول النموذج الفكري» هذا إلى التحليل النفسي العلائقي لا يكون بسبب اختلافاته النظرية مع التحليل النفسي الكلاسيكي فحسب بل ينشأ أيضًا عن عقلية مجموعة معينة ومجموعة من المصالح: «التحليل النفسي العلائقي هو ظاهرة أميركية، مع مجموعة مفيدة وقوية سياسيًا من أعضاء مناصرين لإصلاح مفاهيمي وتقني» من مجموعة أخصائيين نفسيين محترفين: «معظم المحللين العلائقيين المُثبتين هم أخصائيون نفسيون، وكذلك الاحترافيون المؤسسون والمساعدون ببدء الحركة العلائقية».
من منظورٍ نظريٍّ، أبدى ميلز شكًا حول حداثة التحليل النفسي العلائقي من الأساس كما يُروّج له. ووفقًا لميلز في سياق تأكيده على الأهمية التطورية للأشخاص الآخرين، «النظرية العلائقية هي أمرٌ بديهيٌّ ليس إلا»، بملاحظة «إشارة فرويد الصريحة إلى هذه النقطة في أرجاء مدوناته النظرية، والتي ازداد التأكيد عليها كثيرًا من قبل المعالجين العلائقيين الأوائل انتهاءً بعلم نفس الذات المعاصر». انتقد ميلز أيضًا تناقص أهمية اللاوعي في التحليل النفسي العلائقي أو فقدانها حتى، طرح هذه النقطة في أجزاء مختلفة من كتابه الأحجية.
انتقد أيضًا المحلل النفسي والمؤرخ هينزي زفي لوثان بعض الأفكار المركزية للتحليل النفسي العلائقي، بانطلاقه من وجهتي النظر التحليلة النفسية والتاريخية. تاريخيًا، يعتقد لوثان أن النظريات العلائقية تبالغ في جوانب اللاعلائقية لفرويد وتتجاهل الجوانب العلائقية. وعلى الرغم من «أحادية» نظرية فرويد عن الاضطراب -أي تركز أكثر أو أقل على الفرد حصرًا- يؤكد لوثان أن طريقة فرويد في التحليل النفسي هي ثنائية أو علائقية دائمًا. ومن منظور نظري، انتقد لوثان مصطلح «العلائقية» مفضلًا مصطلح هاري ستاك سوليفان «بين الأشخاص». طور لوثان فكرته عن «العلاقة الحرة المتبادلة» وكذلك «علم المسرحة-الدراماتولوجيا-» كطرقٍ لفهم البعد بين الشخصي أو العلائقي للتحليل النفسي.
يستعرض المحلل النفسي والفيلسوف أنير غوفيرن التكلفة الباهظة للتحليل النفسي المدفوعة من أجل اتباع حركة ما بعد الحداثة بصفتها نظرية المعرفة المفضلة لهم. يفترض غوفيرن أن المحللين يعتقدون أنفسهم من «تعرف الحقيقة» فقط، فابتدعوا المدراس الكلاسيكية، وبين الشخصية، وعلم نفس الذات، وعلم نفس الأنا، والكلاينية، والبينوية، والفيربيرنية، والوينيكوتية وغيرها من مدارس الفكر. بينما صنع التقليد العلائقي مساهمات استثنائية وإيجابية في التحليل النفسي، ونظرية معرفة ما بعد الحداثة الخاصة بها هي متوسطة حقًا، وكحركة سياسية لم يرد التقليد العلائقي الأميركي التأثيرات النفسية والاجتماعية على التحليل النفسي. أدى هذا إلى رفض شديد ولكن في الشكل الإيجابي للمعرفة الذي يؤدي إلى تشكيل نظريات جديدة. أثرت هذه الصدمة كثيرًا في التحليل النفسي العالمي، من خلال قيادة الحركة العلائقية، وبالتأثر بالعديد من الحركات الواسعة في الفلسفة والثقافة الغربية. لم يؤدٍّ هذا إلى الاستخفاف بالحقبة المدرسية فقط بل أيضًا إلى تخفيض أي محاولة لمعرفة الحقيقة.
اقتراح روبن إس بروان من خلال تبنيه خطًا أكثر تعاطفًا من النقد، أنه بينما يقوم التفكير العلائقي بالكثير ما أجل تحدي دوغماتية التحليل النفسي، يمكن لـتأكيده الزائد على الدور التطوري للعلاقات الاجتماعية أن ينتهي بشكل ذي نزعة تسلطية. يحاجج براون أن الانتقال العلائقي لم يعالج دور المبادئ الأولى بشكلٍ كافٍ، مما قد يؤدي إلى إشراك تحدٍ جديدٍ متمثلٍ بعلم النفس التحليلي.